# The Pride of Jennico
The Pride of Jennico er en amerikansk stumfilm fra 1914 af J. Searle Dawley.

## Medvirkende
- House Peters som Basil Jennico.
- George Moss.
- Marie Leonard som Ottilie.
- Augustus Balfour som Duke.
- Emily Calloway som Marie.